# Solaris (fanzin)
Solaris este primul fanzin românesc, editat de cenaclul SF omonim.

## Istorie
Cenaclul Solaris a fost primul cenaclu SF de amatori din România. A fost înființat la 25 iulie 1969 la Tehnic-Club (București) sub denumirea „cenaclul S.F. de pe lângă clubul MM”. A fost redenumit ca „Cenaclul SF” iar, din 1973, Adrian Rogoz i-a dat numele Solaris.
Fanzinul a apărut prima dată în iunie 1972, fiind lansat de Daniel Cocoru. Solaris a primit Premiul Special la Eurocon 1972, iar coperta sa a fost reprodusă în caietul program al primei convenții SF europene.
Printre colaboratorii revistei Solaris se numără Dănuț Ungureanu, Mihai-Dan Pavelescu, Cristian Tamaș, Cristian Mihail Teodorescu și Marian Truță.
Primul număr a apărut șapirografiat în 99 de exemplare. Au fost lansate doar două numere ale fanzinului Solaris.

## Cuprins
Primul număr conține următoarele povestiri:
- „Explozia clipei” de Marcel Luca[6]
- „Orașul” de Adrian Socaciu
- „Dana” de Adrian Socaciu
- „Telemah” de Daniel Sălișteanu
- „O piatră a născut o floare” de Paul Martalogu
- „Moartea prin cub” de Nestor Tadeu

Primul număr conține și eseurile:
- „Anticipația între nu și da” de Vladimir Colin
- „SOLARIS la start sideral” de Adrian Rogoz
- „Științifico-fantasticul ca literatură de educație” de Sergiu Fărcășan[7]

## Vezi și
- Literatura științifico-fantastică în România
- 1972 în literatură
- 1972 în științifico-fantastic
- Fandom
- Fandom SF
- Infzin
- String